# Tiranet de Chico Mendes
El tiranet de Chico Mendes (Zimmerius chicomendesi) és un ocell de la família dels tirànids (Tyrannidae).

## Hàbitat i distribució
Habita els boscos de les terres baixes del sud de Brasil amazònic.